# Вассар-коледж

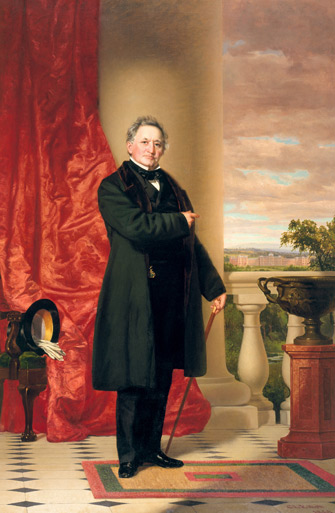
Метью Вассар

41°41′13″ пн. ш. 73°53′43″ зх. д. / 41.686866666667° пн. ш. 73.895188888889° зх. д.
Вассар-коледж, Коледж Вассара (англ. Vassar College) — приватний університет в місті Пукіпсі, штат Нью-Йорк, США. Заснований у 1861 році Метью Вассаром, перший вищий навчальний заклад для жінок у США, один із університетів «Семи сестер», найпрестижніших жіночих коледжів у США. 1969 року став спільним для відвідування.
Посів 12 місце у списку найкращих університетів вільних мистецтв у щорічному рейтингу US News & World Report 2018, а процес відбору до нього був названий «найбільш вибірковим» (на перший курс в 2017 році прийняті 23,8 % бажаючих).
Університет пропонує бакалаврський ступінь з гуманітарних наук з 51 спеціалізаціями. У ньому існує понад 170 студентських організацій, такі як комедійні та театральні групи, циркова трупа, музичні гурти, спортивні команди, волонтерські групи.
Кампус університету займає близько 400 гектарів та включає близько 100 будівель, з них 2 є Національними історичними пам'ятками США та 1 знаходиться у Національному реєстрі історичних місць США.
Нині університет відвідують близько 2450 осіб, з яких 58 % жінки та 42 % — чоловіки, що відповідає середньому національному рівню.

## Історія
Заснований в 1861 під іменем «Васарський жіночий коледж» (англ. «Vassar Female College»). Першим президентом навчального закладу був Майло П. Джуетт; він керував персоналом з 10 професорів та 21 викладача. Через рік після заснування засновник коледжу, Метью Вассар, прибрав слово «Жіночий» (англ. «Female»), оскільки вважав цю частину назви університету принизливою.
Коледж став другим в асоціації коледжів Семи сестер, в яку входять найстаріші навчальні заклади, первинно сформовані виключно для жінок.
Коледж прийняв на навчання невелику кількість чоловіків, які повернулися з Другої світової війни, відповідно до закону GI Bill. Оскільки правила коледжу забороняли видавати дипломи чоловікам, то зараховані ветерани отримували дипломи через університети штату Нью-Йорк. Формальне рішення прийнято після того, Довірені особи Вассар-коледжу відхилили пропозицію Єльського університету, історично «братського закладу» Вассар-коледжу, про злиття в один університет, після чого було прийнято формальне рішення відкрити коледж і для чоловіків. В 1969 році Вассар-коледж став спільним для навчання і перевидав дипломи ветеранів від свого імені.
Станом на 2022 коледж відвідувало близько 2450 осіб, 97 % з них жили у кампусі. 65 % студенток та студентів закінчили державну школу, 35 % закінчили приватні школи. 58 % студентства — жінки та 42 % — чоловіки, що є національним середнім рівнем для коледжів вільних мистецтв. Викладацький склад включає 336 осіб, при цьому практично всі мають докторський ступінь або його еквівалент. Співвідношення кількості студентів(-ок) до викладачів — 8:1, середній розмір класу — 17 осіб.
За останні роки темношкірі студент(к)и становлять приблизно третину осіб, що вступають до коледжу. Міжнародні студент(к)и з понад 55 країн становлять 8-10 % від загальної кількості.
Президентка Вассар-коледжу Френсіс Д. Фергуссон очолювала заклад 20 років і вийшла у відставку в 2006 році. Потім посаду зайняла Катарін Бонд Гілл, до цього ректорка в коледжі Вільямса. Вона пробула на посаді 10 років і залишила її в 2016. У 2017 році Гілл змінила Елізабет Гоу Бредлі.

## Кампус

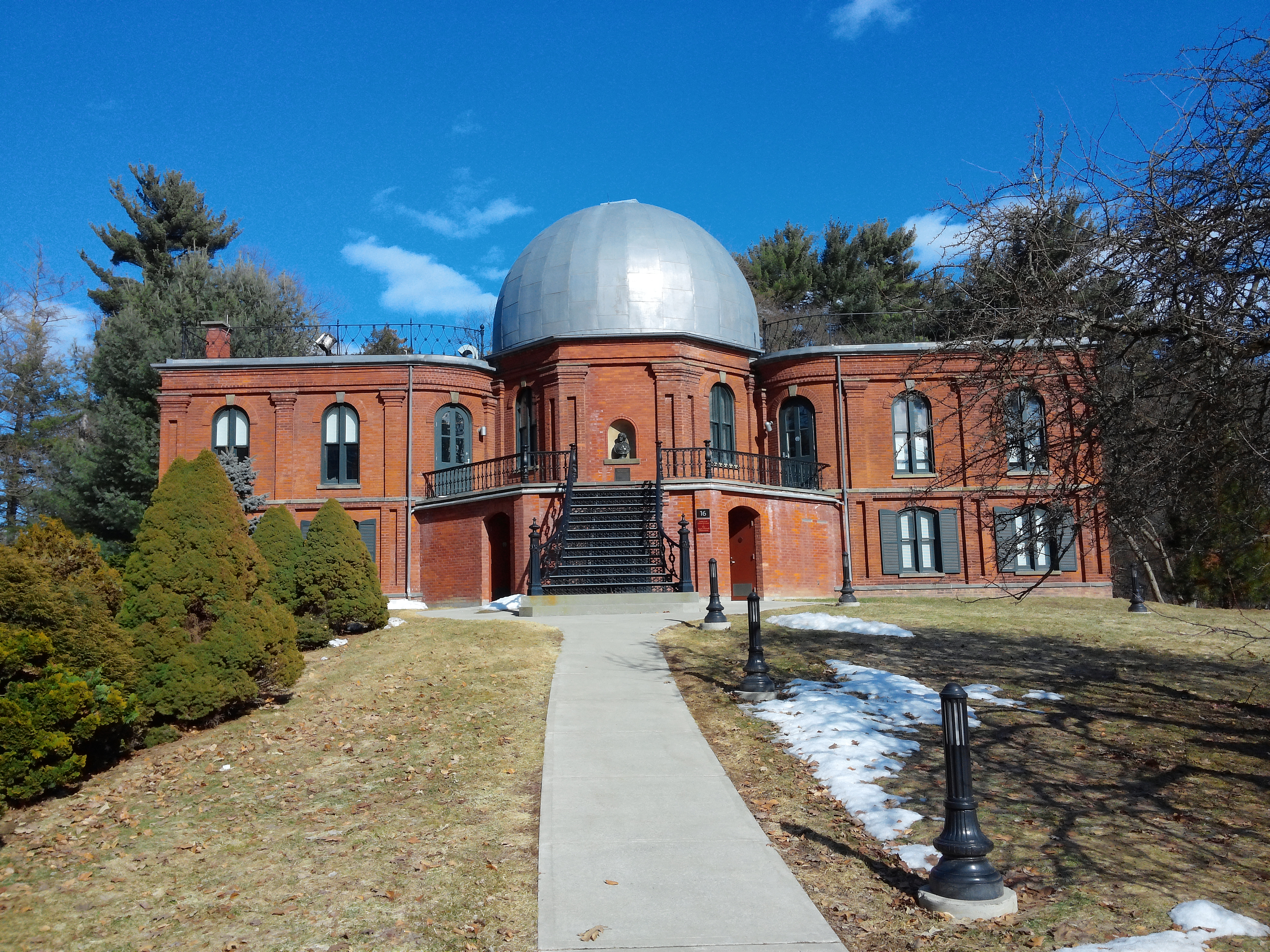
Обсерваторія Вассар-коледжу, яка є Національною історичною пам'яткою США

Кампус Вассар-коледжу, а також дендрарій, має площу 400 гектарів і налічує понад 100 будівель різних архітектурних стилів.
У центрі кампусу знаходиться головна будівля (англ. Main Building), що є одним із найкращих зразків тогочасної архітектури США. Будівля була завершена в 1865 році американським архітектором Джеймсом Ренвіком Молодшим. До цього, так само в 1865 році, була споруджена перша будівля на території Вассар-коледжу — обсерваторія.

## Спеціалізації
Коледж пропонує ступінь Бакалавра гуманітарних наук у 51 спеціалізації як основний напрямок навчання, а також більше 60 спеціалізації як другорядний напрямок навчання.
Найпопулярнішими спеціалізаціями є англійська мова, політологія, психологія, економіка та біологія.

## Рейтинги
У 2018 році американський журнал US News & World Report класифікував Вассар-коледж як «найвибірковіший» (відсоток прийнятих абітурієнток(-ів) восени 2017 року склав 23,8 %) і поставив його на 12 позицію в рейтингу кращих коледжів вільних мистецтв у країні, на 1 позицію у «Найкращі коледжі для ветеранів» (англ. «Best Colleges for Veterans») і на 6 позицію в «Найбільша віддача» (англ. «Best Value Schools»).

## Відомі випускниці та випускники
- Една Сент-Вінсент Міллей — одна з найзнаменитіших поетів США XX століття, лауреатка Пулітцерівської премії.
- Грейс Гоппер — американська науковиця, розробниця першого компілятора для комп'ютерної мови програмування.
- Мері Маккарті — американська письменниця та критикиня.
- Елізабет Бішоп — американська поетеса, есеїстка, перекладачка та педагогиня.
- Вера Рубін — американська астрономка, авторка піонерських досліджень про швидкість обертання галактик.
- Лінда Нолін — американська історикиня мистецтв, провідна фахівчиня у вивченні історії феміністичного мистецтва.
- Меріл Стріп — американська акторка та співачка, триразова володарка премій «Оскар».
- Джейн Смайлі — американська письменниця, лауреатка Пулітцерівської премії.
- Ліза Кудров — американська кіноакторка, володарка премії "Еммі".
- Девіс Хоуп — американська акторка.
- Джейсон Блум — американська кінопродюсерка, володарка премії «Еммі».
- Катерина Фейк — американська підприємиця, співзасновниця сайтів Flickr і Hunch, співдиректорка Creative Commons.
- Мері Вотсон Вітні — американська дослідниця-астрономка.
- Ной Баумбах — американський кінорежисер, сценарист та актор.
- Джозеф Кінг — американський письменник, син Стівена Кінга.
- Джон Карлстром — американський астрофізик, професор університету Чикаго.